# Blasius II. Münzer

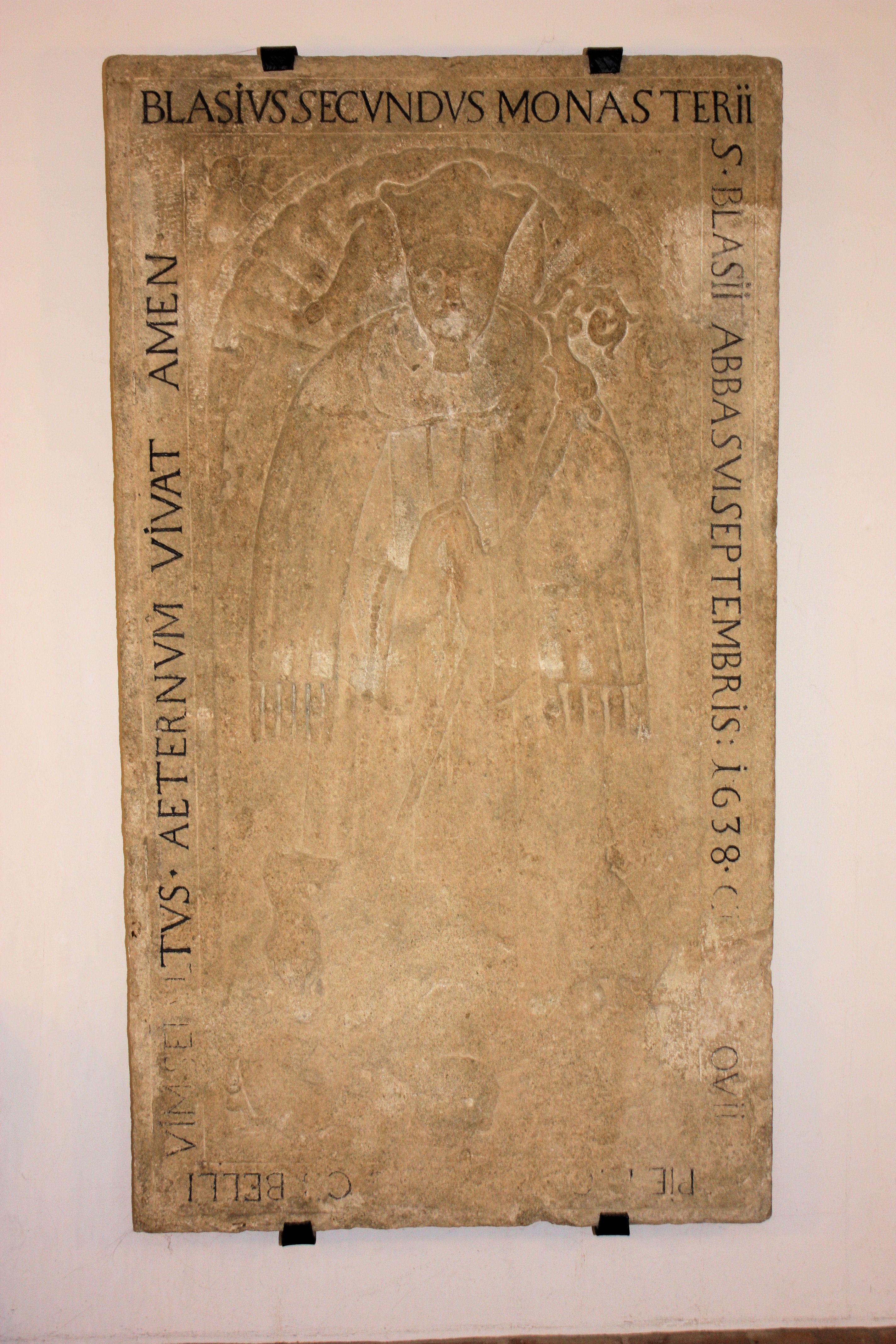
Epitaph des Abtes Blasius II. Münzer in der Propstei Wislikofen

Blasius II. Münzer (* 25. Mai 1572 in Gutmadingen auf der Baar; † 10. September 1638 in Klingnau) war Abt des Klosters St. Blasien im Südschwarzwald und Landgraf der Herrschaft Bonndorf im Schwarzwald.

## Leben
Als Nachfolger von Abt Martin Meister I. wurde Blasius II. Münzer 1625 zum 37. Abt des Klosters St. Blasien gewählt. Politisch konnte er als Abt und Landgraf nur wenige Akzente setzen, da er sich nach dem Kriegseintritt Frankreichs und der Ankunft schwedischer Truppen unter Gustaf Horn in die blasianischen Propsteien Klingnau und Wislikofen auf schweizerischem Hoheitsgebiet zurückziehen musste.
Blasius II. ließ die östlich von Zurzach gelegene Propstei Wislikofen zwischen 1635 und 1638 für einen längeren Aufenthalt ausbauen. Er selbst verstarb 1638 im Alter von 76 Jahren bei einem Besuch der blasianischen Propstei in Klingnau. Nach seinem letzten Willen wurde er unter dem Hochaltar der von ihm erneuerten Propsteikirche in Wislikofen beigesetzt. Sein Epitaph hat sich erhalten und ist seit 1976 im Kreuzgang der Propstei aufgestellt.